# كوسوفاري أسلاني
كوسوفاري أسلاني (بالسويدية: Kosovare Asllani)‏ (29 يوليو 1989 في السويد - ) هي لاعبة كرة قدم سويدية في مركزي الهجوم والوسط، شاركت في الألعاب الأولمبية الصيفية 2012 والألعاب الأولمبية الصيفية 2016. وشاركت مع منتخب السويد لكرة القدم للسيدات. أما مع النوادي، فقد لعبت مع باريس سان جيرمان للسيدات وشيكاغو رد ستارز ومانشستر سيتي وKristianstads DFF ‏ ولينكوبينج ومانشستر سيتي للسيدات.

## وصلات خارجية
- كوسوفاري أسلاني على موقع الاتحاد الدولي (مؤرشف)  (الإنجليزية)
- كوسوفاري أسلاني على موقع الاتحاد الأوربي (الإنجليزية)
- كوسوفاري أسلاني على موقع اتحاد السويد (السويدية)
- كوسوفاري أسلاني على موقع قاعدة بيانات كرة القدم.إي يو (الإنجليزية)
- كوسوفاري أسلاني على موقع Soccerway.com (الإنجليزية)
- كوسوفاري أسلاني على موقع عالم كرة القدم.نت (الإنجليزية)
- كوسوفاري أسلاني على موقع أوليمبيديا (الإنجليزية)
- كوسوفاري أسلاني على موقع اللجنة الأولمبية السويدية (السويدية)